# Saiko (groupe)
Pour les articles homonymes, voir Saiko.
Saiko est un groupe de synthpop chilien, originaire de Santiago. Tout au long de leur carrière, les membres acquièrent une grande notoriété sur la scène nationale chilienne, en grande partie grâce au charisme, à l’image et à la voix de leur chanteuse, Denisse Malebrán, et à l’expérience musicale de Rodrigo « Coti » Aboitiz et Luciano Rojas, anciens membres et fondateurs du groupe chilien La Ley.
En 2018, ils comptent un total de sept albums studio, Informe Saiko en 1999, Campos finitos en 2001, Todo Saiko en 2003, Las Horas en 2004, Volar en 2007, ce dernier enregistré avec la chanteuse Marcela Thais, après la sortie de Malebrán en 2006. En 2012, Denisse Malebrán et Rodrigo Aboitiz réintègrent le groupe, marquant le retour de leur formation originale, mais avec un changement sonore dans leurs compositions. Ensemble, ils sortent l'album Trapecio en 2013, puis en 2017, sans Rodrigo Aboitiz, l'album Lengua muerta.

## Origines du nom
Le nom du groupe est trouvé alors que les membres travaillaient sur le premier album. À cette période, ni le groupe ni l’album n’avaient de nom, ce qui provoquait un désespoir et une sorte de « psychose » chez les membres, ce qui en anglais (psychosis) sonne en espagnol saikosis. Cependant, Saiko signifie en japonais l'excellence.

## Biographie

### Informe Saikoet technopop (1999-2004)

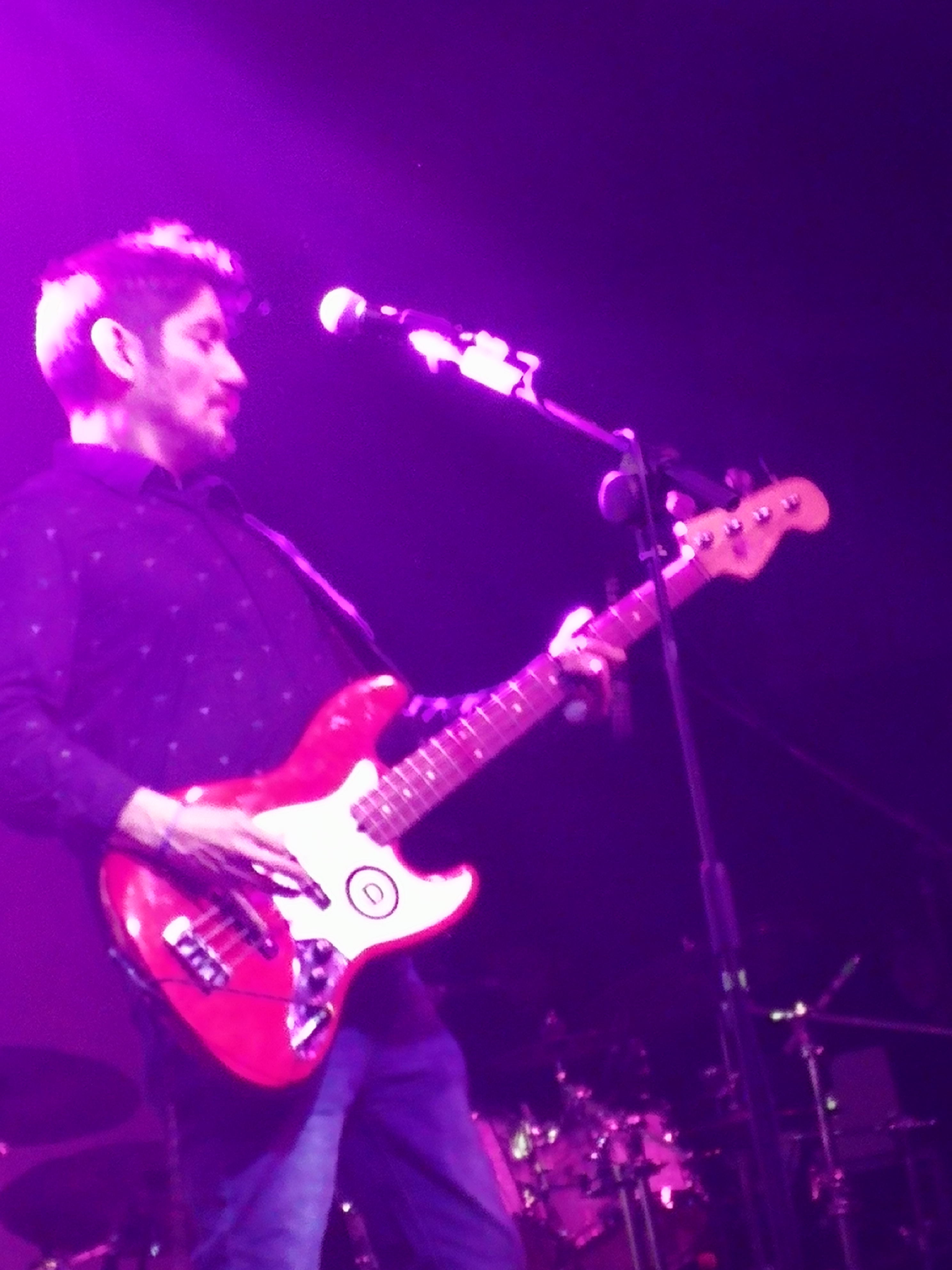
Luciano Rojas, fondateur du groupe.

Le départ de Luciano Rojas de La Ley, et son désir de continuer dans la musique ,sont les principales raisons de l'émergence de Saiko, auquel s'ajoutent rapidement deux autres anciens membres de La Ley, Rodrigo Aboitiz et Iván Delgado. Dès les débuts, ils savaient ce qu'ils voulaient, une musicienne qui les distinguerait radicalement du groupe de Beto Cuevas, et le désit d'une formation réfléchie leur permet de rencontrer la candidate idéale, Denisse Malebrán, qui était à l’époque chanteuse et qui a déjà intégéré les groupes Turbomente et Polaroid. Le style musical de Saiko à ses débuts propose des bases électroniques mêlées aux guitares de Luciano Rojas et à la voix de Malebrán.
Saiko signe alors un contrat avec la multinationale EMI porté par les promesses d’une grande promotion internationale. Ainsi leur premier album intitulé Informe Saiko, est publié en 1999, principalement enregistré sur un ordinateur (mixé en Allemagne) et sans travail de groupe en tant que tel. De ce premier album, ils soulignent les singles La Fábula, Cuando miro en tus ojos, Uno tras otros et Happy Hour. Le deuxième atteint la première place du Top 10 au Chili. 
En 2001, ils sortent leur deuxième album, intitulé Campos finitos, qui contient des morceaux dédiés à l'amour sous toutes ses formes, et avec Denisse Malebrán comme principale parolière. Limito con el sol et Azar sont les singles les plus réussis qui atteignent la première place du classement des clips MTV pendant six semaines. 
Deux ans plus tard, en 2003, leur relation avec le label EMI prend fin et pour finir, Saiko publie une compilation prématurée intitulée Todo Saiko, comprenant des reprises spéciales, comme la version philharmonique de Cuando miro en tus ojos et Veneno, morceau du film El visitante nocturno de Pepe Maldonado.

### Las Horas(2004-2006)

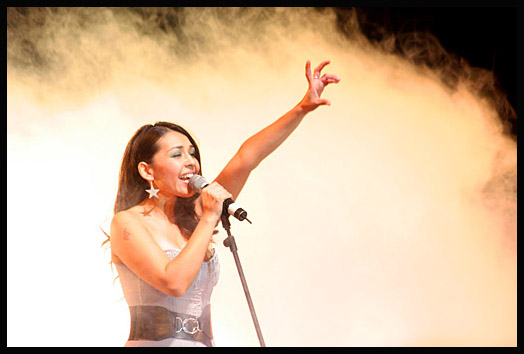
Denisse Malebrán, lors du concert d'adieu du 28 avril 2007.

Avec le départ d'Iván Delgado et Coty Aboitiz, ce dernier qui collaborait encore à la production, la nouvelle formation comprend désormais Luciano Rojas à la guitare, Jorge « Coyote » Martínez à la basse, Javier Torres à la batterie, et Denisse Malebrán au chant. Ils sortent un nouvel album intitulé Las Horas, le 18 décembre 2004 sous le label national La Oreja. Il reflète un style musical plus mature, laisse les séquences en arrière plan et donne de l’importance aux guitares, à la basse et à la batterie. Il  fait notamment participer Quique Neira, et Gabriel Vigliensoni (ancien membre du groupe Lucybell) à la production. Le morceau-titre, Las Horas, traite du souvenir douloureux des détenus disparus sous la dictature d’Augusto Pinochet, qui attire un public de gauche de différents âges au groupe. Parmi les morceaux surlignés figurent Lo que mereces, Debilidad et Las Horas. Le premier single devient un grand succès à la radio, atteignant la deuxième place du Top 100 chilien, en plus de devenir un hymne du groupe.
Pendant cette période, la formation du groupe change de nouveau, Coyote quittant le groupe et étant remplacé à la basse par Esteban Torres, avec qui ils réécrivent Las Horas un an plus tard en 2005, qui sera édité au label Escarabajo. Quelques semaines plus tard, alors qu’ils participent à la campagne présidentielle de Michelle Bachelet, le groupe subit un tragique accident de la route.
L'année 2006 assiste à la participation de Denisse Malebrán dans divers projets parallèles au groupe, principalement en tant que panéliste de programmes télévisés. La même année, ils sortent leur DVD Saiko Blondie 2005, qui devient l'un les plus vendus de l’année, avec 2 500 exemplaires. Le groupe part en Espagne pour promouvoir l'album Las Horas, dans le cadre d'un festival appelé Xile Fest. Bien que l’année 2006 semble être fructueux, les relations internes mènent à un vol en éclat du groupe après le dernier jour du Teletón 2006, période à laquelle Denisse Malebrán décide de quitter le groupe pour commencer une carrière solo. Pendant ce temps, Luciano Rojas et Javier Torres tentent de trouver un nouveau chanteur, sans exclure la possibilité d'une voix masculine. Ainsi, le groupe remplit ses engagements d’été, avec notamment sa participation à la première édition du Cumbre del Rock Chileno, pour Coldplay les 14, 15 et 16 février 2007, à l’Espacio Riesco.

### Post-Denisse Malebrán (2007-2011)

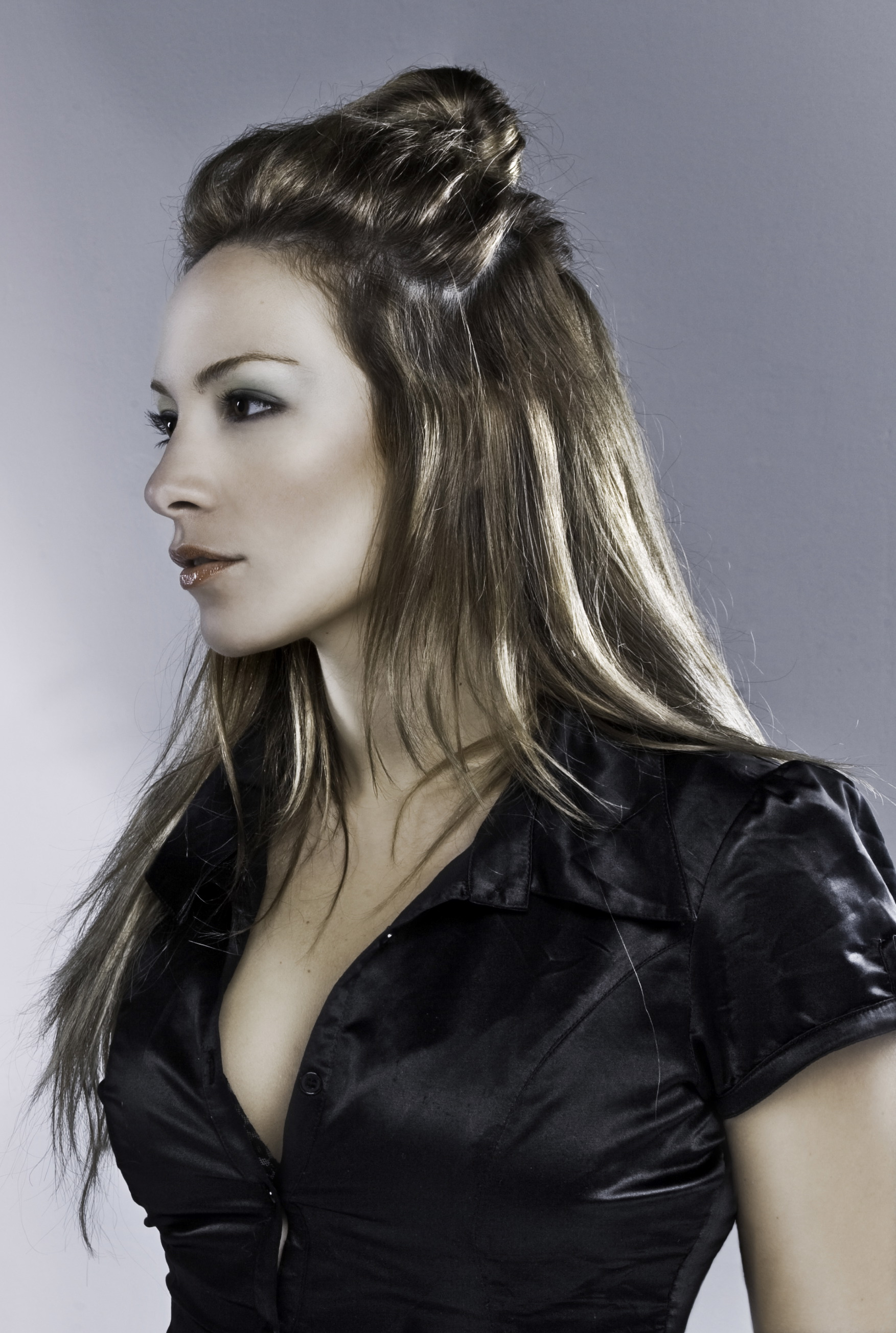
Marcela Thais, chanteuse de Saiko entre 2007 et 2011.

Après le départ de Malebrán, le groupe continue à travailler sur de nouvelles chansons et à chercher une nouvelle voix. C'est à la suite de cette recherche, à travers les recommandations du musicien Pedro Frugone, que la chanteuse Marcela Castro, plus connue sous le nom de Thais, fait sone entrée au sein de Saiko. Thais, en plus d'être chanteuse, est aussi compositrice, productrice et DJ ; elle est finalement présentée au public le 10 mai 2007. C'est ainsi que Thais, Luciano et Javier composent cette nouvelle phase de Saiko, qu'ils baptisent « Saiko 2.0 ». Ils sont rejoints plus tard par Esteban Torres, à la basse et Paulo Ahumada à la deuxième guitare.
Avec cette nouvelle formation, ils sortent le quatrième album studio du groupe, intitulé Volar, composé de onze morceaux intégralement écrits par Marcela Thais, en plus d’avoir de sons plus matures et sophistiqués que les précédents, selon les critiques spécialisées. De cet album en découlent les singles Vuelve a amanecer, Volar, De boca en boca et Tu simple sabor, chacun étant clippés. Grâce aux singles, ils parviennent à jouer aux événements les plus importantes du pays.

### Retour de Malebrán etTrapecio(2012-2015)
En janvier 2012, le groupe confirme le départ de Marcela Thais et Javier Torres, protestant pour le retour de leur ancienne chanteuse, Denisse Malebrán. Les deux anciens membres de Saiko restent dans la scène musicale. Javier Torres continue comme batteur dans d'autres groupes, tandis que Marcela Thais travaille avec d'autres producteurs.
En mars 2012, le retour de Denisse Malebrán et Coty Aboitiz est confirmé,, et soutenu en direct par Roberto Bosch à la batterie et Paulo Ahumada à la guitare, assumant Luciano Rojas à la basse. 
La confirmation d'un nouvel album ne se fait pas attendre, et à la fin d’une première partie en tournée qui a débuté en juillet 2012 (celle qui les a mené à travers les villes d’Iquique, Antofagasta, Talca et Chillán), le 25 août, leur site web est mis à jour, avec notamment le téléchargement du single Tu voz en aperçu. À cela s’ajoute la continuité de leur tournée à travers le Chili, à laquelle ils ouvrent pour le groupe américain Garbage au Teatro Caupolicán, le 15 octobre. La réunion dans ce lieu se répète le samedi 29 décembre 2012, où pendant plus de deux heures, ils jouent tous les succès de leur trois premiers albums studio.

### Lengua muerta(depuis 2016)

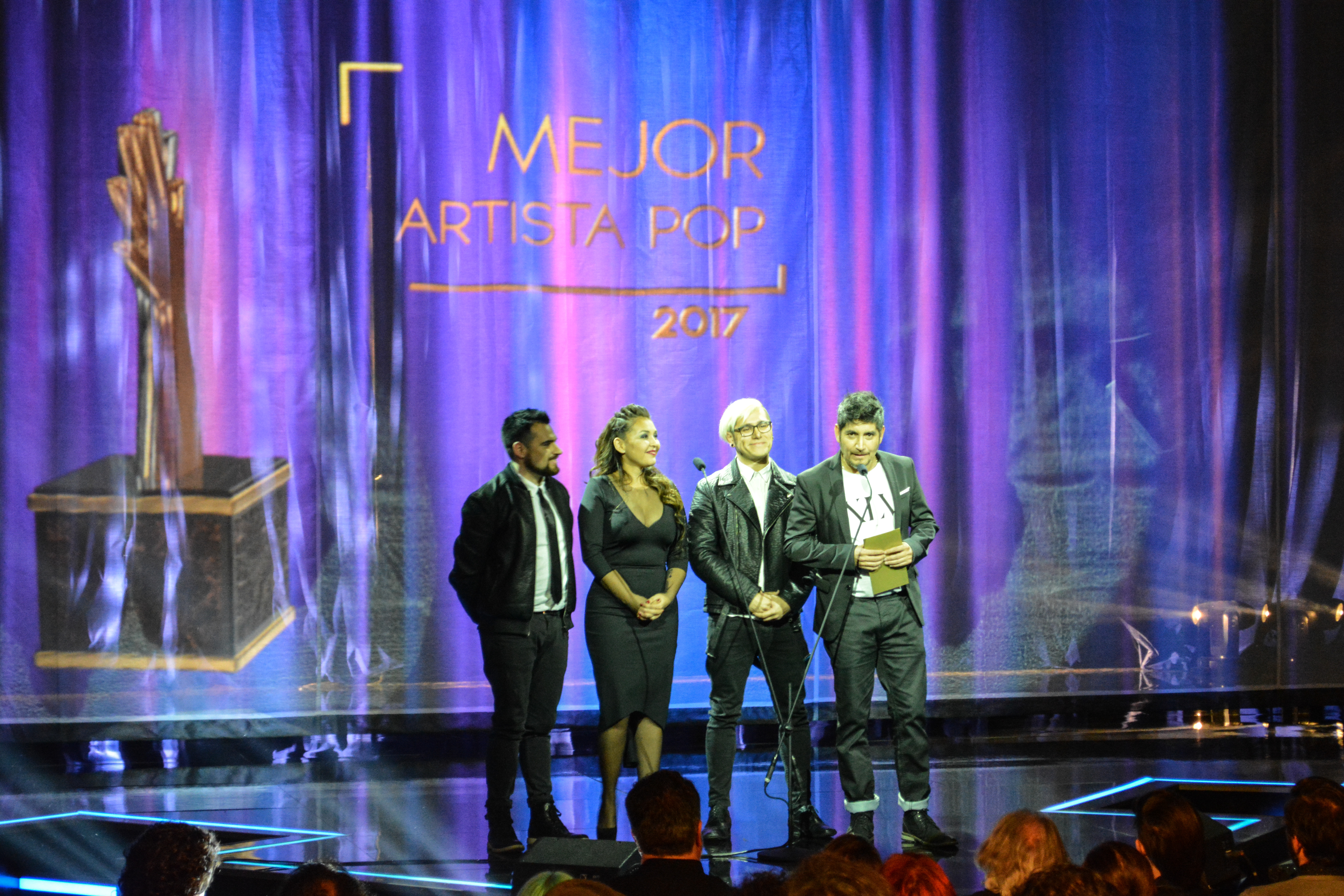
Saiko, aux Premios Pulsar 2017.

À la fin de 2016, Saiko apparaît comme un quatuor en image (Malebrán, Rojas, Bosch, Azocar), Rodrigo Aboitiz cesse de participer aux activités du groupe se consacrant à son projet The Plugin en Espagne, mais reste toujours lié au groupe. Pour clôturer l’année, le groupe sort un nouveau single, qui est une reprise de Luz Casal. Le nouveau single est coproduit par l’argentin Guido Nisenson et est soutenu par une solide campagne de diffusion radio et des spectacles en direct sous forme acoustique.
Le 5 janvier 2017, ils sortent leur album live, Sigo quemando infinitos, aux côtés du le récital du Club Chocolate, quelques jours avant de présenter un spectacle impeccable au sommet chilien du 7 janvier à l'Estadio Nacional. Il s'agit de la première présentation d'une longue tournée estivale du Chili. À la fin de leurs concerts, le groupe annonce la préparation de nouveaux morceaus, dont un premier single devrait sortir à la fin du mois de mars.
Au début du mois de mars sort le clip No me importa nada, réalisée par Cristián Echeverría et conçue par le réalisateur Hernán Gaete. À la fin du même mois, ils sortent un nouveau single avec un morceau inédit, El regalo ; à la mi-avril, ils sortent le clip réalisé par Juan Pablo Lawrence, puis le 2 juin, sort le single Viaje Estelar.
Le 4 juin 2017, les trois singles sont joués sur scène avec deux autres chansons, Majested et Retazos, au Teatro des Nescafé de las Artes. Pour ce concert, Saiko s'associe à Jean Philippe Cretton, Sebastián Gallardo (chanteur du groupe We Are the Grand), Ángela Acuña et Paz Court. Le 11 juillet 2017, ils révèlent à travers les réseaux sociaux le titre et la couverture de leur nouvel album, Lengua muerta, dont la pochette est conçue par Roberto Cuello. L’album Lengua muerta est publié en streaming le 4 août 2017, les morceaux sont présentés sur scène le 8 juillet à la sala SCD du Plaza Egaña, puis le 5 août au club Amanda, sortie officielle de l'album.
Le 27 janvier 2018, ils participent au Cumbre del Rock Chileno, auquel le batteur Mauricio Clavería (La Ley, Diacero, Los Concorde), artiste invité, participe, aux côtés de Sebastián Gallardo (chanteur de We Are the Grand) à la chanson Cuando miro en tus ojos, et Denisse Malebrán sur le morceau Baño de mar a medioche.

## Membres

### Membres actuels
- Denisse Malebrán – chant (1999–2007, depuis 2012)
- Luciano Rojas – basse, guitare (depuis 1999)
- Roberto Bosch – batterie, percussions (depuis 2012)
- Carlos Azócar – guitare (depuis 2016)
- Rodrigo Aboitiz – synthétiseur (1999–2003, depuis 2012)

### Anciens membres
- Iván Delgado – claviers (1999–2002)
- Javier Torres – drums, percussions (2004–2011)
- Esteban Torres – basse (2004–2011)
- Jorge Martínez – basse (2004–2005)
- Marcela Castro (Thais) – chant (2007–2012)
- Paulo Ahumada – guitare (2012–2016)

## Discographie

### Albums studio
- 1999 : Informe Saiko
- 2001 : Campos Finitos
- 2004 : Las Horas
- 2007 : Volar
- 2013 : Trapecio
- 2017 : Lengua Muerta

### Albums live
- 2006 : Saiko Blondie 2005
- 2017 : Sigo Quemando Infinitos

### Compilation
- 2003 : Todo Saiko

## Distinctions
- 2001 : Premios APES, : Música Joven pour Campos finitos (remporté)
- 2005 : Premio Altazor : Artes Musicales, catégorie pop rock, pour Las Horas (nommé)